# Grand Prix-wegrace van België 1964
De Grand Prix-wegrace van België 1964 was de zesde Grand Prix van het wereldkampioenschap wegrace in het seizoen 1964. De races werden verreden op 5 juli op het Circuit de Spa-Francorchamps nabij Malmedy. In België kwamen de 125cc-klasse en de 350cc-klasse niet aan de start.

## 500cc-klasse
Toen Mike Hailwood over de finish kwam, had hij ruim veertien kilometer voorsprong. Phil Read, Paddy Driver en Jack Ahearn reden vlak voor hem toen hij werd afgevlagd.
| Pos | Coureur          | Merk      | Tijd      | Pnt |
| --- | ---------------- | --------- | --------- | --- |
| 1   | Mike Hailwood    | MV Agusta | 1:04"23'5 | 8   |
| 2   | Phil Read        | Matchless | +4"30'3   | 6   |
| 3   | Paddy Driver     | Matchless | +4"34'1   | 4   |
| 4   | Jack Ahearn      | Norton    | +4"41'7   | 3   |
| 5   | Jack Findlay     | Matchless | +1 ronde  | 2   |
| 6   | Derek Woodman    | Matchless | +1 ronde  | 1   |
| 7   | Fred Stevens     | Matchless |           |     |
| 8   | Vernon Cottle    | Norton    |           |     |
| 9   | Dan Shorey       | Norton    |           |     |
| 10  | Roy Robinson     | Norton    |           |     |
| 11  | Raymond Bogaerdt | Norton    |           |     |
| 12  | Aart van Kooy    | Norton    |           |     |
| 13  | Ian Burne        | Norton    |           |     |

| Coureur              | Merk      | Oorzaak    |
| -------------------- | --------- | ---------- |
| Benedicto Caldarella | Gilera    | Mechanisch |
| Dennis Fry           | Norton    |            |
| Mike Duff            | Matchless |            |
| Gyula Marsovszky     | Matchless |            |
| Heiner Butz          | Norton    |            |
| Walter Scheimann     | Norton    |            |
| Allan Hunter         | Matchless |            |
| Lewis Young          | Matchless |            |
| John Somers          | Norton    |            |
| Morrie Low           | Norton    |            |

| Coureur             | Merk      | Oorzaak  |
| ------------------- | --------- | -------- |
| Billy McCosh        | Matchless |          |
| Chris Conn          | Norton    |          |
| Derek Minter        | Norton    |          |
| Dick Creith         | Norton    | [ 1 ]    |
| Griff Jenkins       | Norton    | [ 2 ]    |
| John Hartle         | Norton    | Blessure |
| Rob Fitton          | Norton    |          |
| Remo Venturi        | Bianchi   |          |
| Nikolaj Sevast'ânov | Vostok    |          |
| Buddy Parriott      | Norton    | [ 4 ]    |

### Top tien tussenstand 500cc-klasse
| Pos | Coureur       | Merk               | Pnt |
| --- | ------------- | ------------------ | --- |
| 1   | Mike Hailwood | MV Agusta          | 32  |
| 2   | Phil Read     | Matchless / Norton | 13  |
| 3   | Paddy Driver  | Matchless          | 10  |
| 4   | Derek Minter  | Norton             | 6   |
| 4   | Fred Stevens  | Matchless          | 6   |
| 4   | Remo Venturi  | Bianchi            | 6   |
| 4   | Jack Ahearn   | Norton             | 6   |
| 8   | John Hartle   | Norton             | 4   |
| 8   | Derek Woodman | Matchless          | 4   |
| 10  | Mike Duff     | Norton / Matchless | 3   |

## 250cc-klasse
In België pakte Phil Read de leiding, maar zijn machine ging steeds slechter lopen. Hij werd ingehaald door Mike Duff en viel later helemaal terug in het achterveld. Duff pakte echter belangrijke punten af van Jim Redman, die slechts tweede werd. Bovendien had Duff een voorsprong van 36 seconden opgebouwd op de Honda. Alan Shepherd werd derde.
| Pos | Coureur           | Merk    | Tijd    | Pnt |
| --- | ----------------- | ------- | ------- | --- |
| 1   | Mike Duff         | Yamaha  | 39"57'3 | 8   |
| 2   | Jim Redman        | Honda   | +36'0   | 6   |
| 3   | Alan Shepherd     | MZ      | +49'0   | 4   |
| 4   | Tommy Robb        | Yamaha  | +2"14'3 | 3   |
| 5   | Tarquinio Provini | Benelli | +2"23'6 | 2   |
| 6   | Isamu Kasuya      | Honda   | +2"23'8 | 1   |

| Coureur   | Merk   | Oorzaak |
| --------- | ------ | ------- |
| Phil Read | Yamaha | Motor   |

| Coureur        | Merk    | Oorzaak  |
| -------------- | ------- | -------- |
| Luigi Taveri   | Honda   | Blessure |
| Ron Grant      | Parilla | [ 4 ]    |
| Hugh Anderson  | Suzuki  |          |
| Bo Gehring     | Bultaco | [ 4 ]    |
| Douglas Brown  | Ducati  | [ 4 ]    |
| George Rockett | Ducati  | [ 4 ]    |

| Coureur          | Merk      |
| ---------------- | --------- |
| Bert Schneider   | Suzuki    |
| Ernst Weiss      | Honda     |
| Stanislav Malina | CZ        |
| Wolfgang Gast    | MZ        |
| Jorge Sirera     | Montesa   |
| Roger Mailles    | Morini    |
| Clive Hunt       | Aermacchi |
| Joe Dunphy       | Greeves   |
| Mike Hailwood    | MZ        |
| Ralph Bryans     | Honda     |
| Roy Boughey      | Yamaha    |
| Alberto Pagani   | Paton     |
| Giacomo Agostini | Morini    |
| Gilberto Milani  | Aermacchi |
| Hiroshi Hasegawa | Yamaha    |
| Bruce Beale      | Honda     |

### Top tien tussenstand 250cc-klasse
| Pos | Coureur           | Merk    | Pnt |
| --- | ----------------- | ------- | --- |
| 1   | Jim Redman        | Honda   | 28  |
| 2   | Phil Read         | Yamaha  | 18  |
| 2   | Alan Shepherd     | MZ      | 18  |
| 4   | Tarquinio Provini | Benelli | 13  |
| 5   | Mike Duff         | Yamaha  | 10  |
| 6   | Tommy Robb        | Yamaha  | 7   |
| 7   | Ron Grant         | Parilla | 6   |
| 7   | Luigi Taveri      | Honda   | 6   |
| 9   | Bo Gehring        | Bultaco | 4   |
| 9   | Bert Schneider    | Suzuki  | 4   |
| 9   | Alberto Pagani    | Paton   | 4   |
| 9   | Isamu Kasuya      | Honda   | 4   |

## 50cc-klasse
De 50cc-race eindigde in een spannende sprint naar de finish tussen drie merken. Ralph Bryans won met zijn tweecilinder Honda RC 113 voor Hans Georg Anscheidt (Kreidler) en Hugh Anderson (Suzuki RM 64).
| Pos | Coureur              | Merk     | Tijd    | Pnt |
| --- | -------------------- | -------- | ------- | --- |
| 1   | Ralph Bryans         | Honda    | 28"39'6 | 8   |
| 2   | Hans Georg Anscheidt | Kreidler | +0'3    | 6   |
| 3   | Hugh Anderson        | Suzuki   | +0'5    | 4   |
| 4   | Mitsuo Itoh          | Suzuki   | +3'2    | 3   |
| 5   | Isao Morishita       | Suzuki   | +54'2   | 2   |
| 6   | Rudolf Kunz          | Kreidler |         | 1   |

| Coureur      | Merk   | Oorzaak  |
| ------------ | ------ | -------- |
| Luigi Taveri | Honda  | Blessure |
| Lee Allen    | Ducati | [ 4 ]    |

| Coureur              | Merk     |
| -------------------- | -------- |
| Albert Beirle        | Kreidler |
| Peter Eser           | Honda    |
| Ángel Nieto          | Derbi    |
| José Maria Busquets  | Derbi    |
| Jean-Pierre Beltoise | Kreidler |
| Charlie Mates        | Honda    |
| Tarquinio Provini    | Kreidler |
| Naomi Taniguchi      | Honda    |
| Cees van Dongen      | Kreidler |

### Top tien tussenstand 50cc-klasse
| Pos | Coureur              | Merk     | Pnt     |
| --- | -------------------- | -------- | ------- |
| 1   | Hugh Anderson        | Suzuki   | 34      |
| 2   | Hans Georg Anscheidt | Kreidler | 26 (29) |
| 3   | Ralph Bryans         | Honda    | 22      |
| 4   | Isao Morishita       | Suzuki   | 21 (23) |
| 5   | Mitsuo Itoh          | Suzuki   | 17      |
| 6   | Jean-Pierre Beltoise | Kreidler | 6       |
| 7   | José Maria Busquets  | Derbi    | 3       |
| 8   | Ángel Nieto          | Derbi    | 2       |
| 8   | Cees van Dongen      | Kreidler | 2       |
| 10  | Lee Allen            | Ducati   | 1       |
| 10  | Luigi Taveri         | Kreidler | 1       |
| 10  | Tarquinio Provini    | Kreidler | 1       |
| 10  | Naomi Taniguchi      | Honda    | 1       |
| 10  | Rudolf Kunz          | Kreidler | 1       |

Punten tussen haakjes zijn inclusief streepresultaten.

## Zijspanklasse
Zoals vaak in dit jaar leidde Florian Camathias aanvankelijk de zijspanrace, maar werd hij opnieuw geconfronteerd met de matige betrouwbaarheid van de Gilera 500 4C. Max Deubel en Emil Hörner wonnen de race voor Fritz Scheidegger / John Robinson. Georg Auerbacher / Beno Heim werden derde, maar speelden geen rol meer in het WK.
| Pos | Coureur           | Bakkenist        | Merk | Tijd    | Pnt |
| --- | ----------------- | ---------------- | ---- | ------- | --- |
| 1   | Max Deubel        | Emil Hörner      | BMW  | 39"30'9 | 8   |
| 2   | Fritz Scheidegger | John Robinson    | BMW  | +23'3   | 6   |
| 3   | Georg Auerbacher  | Beno Heim        | BMW  | +1"30'6 | 4   |
| 4   | Pip Harris        | Ray Campbell     | BMW  | +1"53'3 | 3   |
| 5   | Otto Kölle        | Heinz Marquardt  | BMW  | +2"06'2 | 2   |
| 6   | Arsenius Butscher | Wolfgang Kalauch | BMW  |         | 1   |

| Coureur           | Bakkenist     | Merk   | Oorzaak |
| ----------------- | ------------- | ------ | ------- |
| Florian Camathias | Alfred Herzig | Gilera |         |

| Coureur         | Bakkenist                       | Merk    |
| --------------- | ------------------------------- | ------- |
| August Wolf     | Werner Zielaff                  | BMW     |
| Gert Selbmann   | Rolf Müller                     | BMW     |
| Ludwig Hahn     | Heinz Schäfer / Ralf Engelhardt | BMW     |
| Joseph Duhem    | François Fernandez              | BMW     |
| Chris Vincent   | Keith Scott / Eddie Bulgin      | BMW     |
| Colin Seeley    | Wally Rawlings                  | FCS     |
| Terry Vinicombe | Gary Golder                     | Triumph |
| Tony Jackson    | Peter Hartill                   | BMW     |

### Top tien tussenstand zijspanklasse
| Pos | Coureur           | Bakkenist                       | Merk    | Pnt     |
| --- | ----------------- | ------------------------------- | ------- | ------- |
| 1   | Max Deubel        | Emil Hörner                     | BMW     | 25 (28) |
| 2   | Fritz Scheidegger | John Robinson                   | BMW     | 18      |
| 3   | Colin Seeley      | Wally Rawlings                  | FCS     | 17      |
| 4   | Georg Auerbacher  | Beno Heim                       | BMW     | 16 (17) |
| 5   | Otto Kölle        | Dieter Hess / Heinz Marquardt   | BMW     | 10      |
| 6   | Florian Camathias | Roland Föll (†) / Alfred Herzig | Gilera  | 8       |
| 6   | Chris Vincent     | Keith Scott / Eddie Bulgin      | BMW     | 8       |
| 8   | Arsenius Butscher | Wolfgang Kalauch                | BMW     | 6       |
| 9   | Pip Harris        | Ray Campbell                    | BMW     | 3       |
| 10  | Terry Vinicombe   | Gary Golder                     | Triumph | 2       |

Punten tussen haakjes zijn inclusief streepresultaten.

## Trivia

### Luigi Taveri
Luigi Taveri was in Assen geblesseerd geraakt en verscheen niet in België. Voor hem was dat niet erg, want hij leidde de 125cc-klasse, die hier niet aan de start kwam. Zo kwam zijn positie niet in gevaar.
1921 · 1922 · 1923 · 1924 · 1925 · 1926 · 1927 · 1928 · 1929 · 1930 · 1931 · 1932 · 1933 · 1934 · 1935 · 1936 · 1937 · 1938 · 1939 · 1947 · 1948 · 1949 · 1950 · 1951 · 1952 · 1953 · 1954 · 1955 · 1956 · 1957 · 1958 · 1959 · 1960 · 1961 · 1962 · 1963 · 1964 · 1965 · 1966 · 1967 · 1968 · 1969 · 1970 · 1971 · 1972 · 1973 · 1974 · 1975 · 1976 · 1977 · 1978 · 1979 · 1980 · 1981 · 1982 · 1983 · 1984 · 1985 · 1986 · 1988 · 1989 · 1990